# Peter Land
Peter Land né en 1966 à Arhus, Danemark. est un artiste plasticien qui vit et travaille à Copenhague, Danemark.

## Démarche
Peter Land, artiste multimédia, travaille depuis le milieu des années 1990.  Dès ses premières performances vidéo en 1994, il se pose sempiternellement la question : « Quelle est la dernière chose au monde que je serais prêt à faire ? Comment pourrais-je me remettre en question moi-même ? »[réf. souhaitée] La réponse à ses questions, dans ses deux premières œuvres, est une mise à nu totale de sa propre personne. Dans la première « Peter Land the 6th of February 1994 », il fait entrer deux strip-teaseuses dans son sex-show personnel et leur demande de danser nues, face à la caméra sur des rythmes disco. Dans la seconde « Peter Land the 5th of May 1994 », il se filme lui-même, complètement ivre, en strip-teaseuse.  Son travail repose sur une destruction, une dissolution de l’identité. Ses gestes marquent une angoissante libération. Il se met volontairement dans des situations extrêmes, de dégradation et d’échec, où les préjugés qu’il peut avoir sont détruits. Il invalide toutes les valeurs culturelles et sociales et recrée ses propres règles à partir de nouvelles bases. Ses vidéos tragi-comiques rappellent donc le comique du film muet et du film à sketchs. Dès lors, son corps devient le centre de gravité, le point d’attache d’une problématique ayant comme leitmotiv la chute. Et depuis 1995 avec « Pink Space », où il tente en vain de s’asseoir sur un tabouret, il ne cesse de la décliner, de la répéter inlassablement et par le biais de montage vidéo de la rendre interminable. Son travail repose sur une circulation, un circuit toujours ouvert et non un recommencement, ainsi, il interroge le sens même de la réalité de l’existence. « Quel sens prêter à l’existence lorsque l’on n’arrive pas, en tant qu’artiste, à accomplir un tâche aussi simple que de repeindre son plafond », se demande Peter Land à la suite de sa vidéo en 1995, « Step Ladder Blues »[réf. souhaitée].
Dans toutes ses vidéos, la musique occupe une place capitale et décisive. Elle vient renforcer le côté tragique de chacune d’elles.
Son travail pourrait être dans la lignée du mythe d’Icare, du « Jugement dernier » de Michel Ange, de « L’Envol » d’Yves Klein ou du travail de Martin Kersels.

## Œuvres
- The Ride, 2002, 16 min, DVD.
- The Lack, 1999.
- The Staircase, 1998, double projection vidéo, images vidéo.
- Pink Space, 1995, Images vidéo, défilant en continu.
- Step Ladder Blues, 1995, 7 min,, images vidéo.
- Peter Land The 6th Of February 1994, 1994.
- Peter Land And The 5th Of May 1994, 1994, 25 min, images vidéo.

## Publications
- Lars Bang Larsen, « Idiot », Vienne, Wiener Secession.
- « Step Ladder Bleues », Copenhague, Galleri Nicolai Wallner.
- « Art at the Turn of the Millennium », Köln, Taschen, 1999.
- Jean-Yves Jouannais, “ Artistes sans œuvres”, Paris, Hazan, 1997.